# Норадреналин
Норадреналин или норепинефрин је хемијска супстанца из групе катехоламина која се производи у организму. Норадреналин је главни неуротрансмитер постганглијских неурона симпатичког система. Један део норадреналина се синтетише и ослобађа из сржи надбубрежних жлезда као хормон директно у крв.

## Распрострањеност
- Највећи део норадреналина производи се у постганглијским симпатичким влакнима. Његовим ослобађањем и везивањем за одговарајуће рецепторе циљних органа остварује се дејство симпатичког система. Нека симпатичка влакана секретују са норадреналином неуропептид Y и АТП као контрансмитере.
- Један део потиче из сржи надбубрежних жлезда. Одатле се секретује у директно крв и путем ње доспева до готово свих органа где се везује за рецепторе и остварује своју функцију.
- У продуженој мождини и можданом мосту (лат. Pons) налази се плаво плаво једро (лат. Locus coeruleus), чији су неурони богати норадреналином. Нервне ћелије из овог једра протежу се до коре великог мозга, кичмене мождине, малог мозга. Ови неурони имају улогу у регулацији сна и будности, контроли крвотока...

## Улога
Норадреналин је један од хормона стреса. Услед стресне реакције долази до активације симпатичког система и лучења норадреналина. Од утицајем овог неуротрансмитера долази до:
- активације можданих структура и усмеравања пажње
- убрзање рада срца (ß1)
- повећања снаге срца (β1)
- сужења крвних судова (вазоконстрикција) (α1) периферног ткива
- проширења зеница (мидријаза)
- инхибиције рада црева и бешике, и појачавања тонуса мишића сфинктера.
- Норадреналин учествује још у регулацији сна и расположења.

Норадреналин припрема организам за борбу или бег.

## Метаболизам и дејство адреналина

### Синтеза
Норадреналин заједно са допамином и адреналином припада групи катехоламина. Сви катехоамини се синтетишу из аминокиселине тирозин. Синтеза се врши директно у нервним завршецима адренергичких неурона, односно ћелија сржи надбубрежних жлезди, који поседују ензиме неопходне за ову синтезу. Тирозин се транспортује из спољашње средине, мада се може произвести из аминокиселине фенилаланин у ћелијама. Најпре се тирозин хидроксилише уз помоћ тирозинхидроксилазе до дихидроксифенилаланина (ДОПА). Затим се ДОПА процесом декарбоксилације уз дејство ензима декарбоксилаза ароматичних аминикиселина преведе у допамин. Допамин се хидроксилише преко ензима допаминхидроксилаза и настаје норадреналин. Реакција може тећи даље јер се метиловањем норадреналина добија адреналин, још један од неуротрансмитера.
| Биосинтетички путеви за катехоламине и траг амине у људском мозгу Норепинефрин примарни · пут мање · заступљени · пут Код људи, катехоламини и фенетиламинергички траг амини су изведени из аминокиселине L-фенилаланин. |

Норадреналин се складишти у синаптичким везикулама, односно везикулама ћелија сржи надбубрежних жлезда, одакле се и ослобађа процесом егзоцитозе.

### Дејство
Норадреналин испољава дејство везујући се за одговарајуће рецепторе. Постоје α и β рецептори. Сви рецептори су повезани са Г-протеином. α рецептори се деле на α1 и α2, а β на β1, β2 рецепторе. Норадреналин се везује претежно за α и за β1 рецепторе, док се за β2 рецепторе везује нешто слабије. Одатле потиче и мала разлика у дејству ових веома сличних супстанци, тако да нпр. адреналин преко β2 рецептора може деловати вазодилататорно, а преко α1 вазоконстрикторно, док норадреналин делује више преко α1 рецептора вазоконстрикторно.
α1-рецептори активирају преко протеина-Г фосфолипазу Ц, која доводи до даљих промена.
α2-рецептори инхибирају преко протеина-Г аденилциклазу-смањује се концентрација цАМП-а, отварају се калијумски канали, а затварају калцијумски. Ови рецептори имају инхибиторно дејство.
ß1, ß2-рецептори активирају преко протеина-Г аденилциклазу, што доводи до даљих промена као нпр. разградња гликогена, разградња масти...

### Инактивација норадреналина
Норадреналин је врло кратко време активан, јер се брзо инактивира реапсорпцијом у нервне завршетке. У њиховој цитоплазми се разграђује путем ензима моноаминооксидаза (МАО) и катехоламин-О-метилтрансфераза (ЦОМТ) или поново складишти у везикуле. Производи инактивације су норметанефрин, и ванилин манделична киселина. Концентрација ванилин манделичне киселине се може мерити у мокраћи, што игра улогу у дијагнози неких болести.
Неке супстанце као нпр. кокаин блокирају ресорпцију норадреналина у нервне завршетке и тако продужавају његово дејство. Кокаин иначе спречава и разградњу допамина и серотонина.
У лечењу депресије користе се такође лекови (трициклични антидепресиви) који претежно блокирају реапсорпцију норадреналина (у мањој мери и друга два споменута неуротрансмитера) у нервне завршетке. Постоје и друге врсте антидепресива, који селективно спречавају реапсорпцију серотонина и норадреналине.

## Поремећаји
- Феохромоцитом

Феохромоцитом је тумор који производи и ослобађа катехоламине и серотонин. Карактерише се наглим нападима високог крвног притиска (хипертензија), црвенила (енгл. flush) и повраћања.